# 鵜沼宝積寺テレビ中継局
鵜沼宝積寺テレビ中継局（うぬまほうしゃくじテレビちゅうけいきょく）は、愛知県犬山市にある地上デジタルテレビの岐阜県各務原市域向け域外中継局。

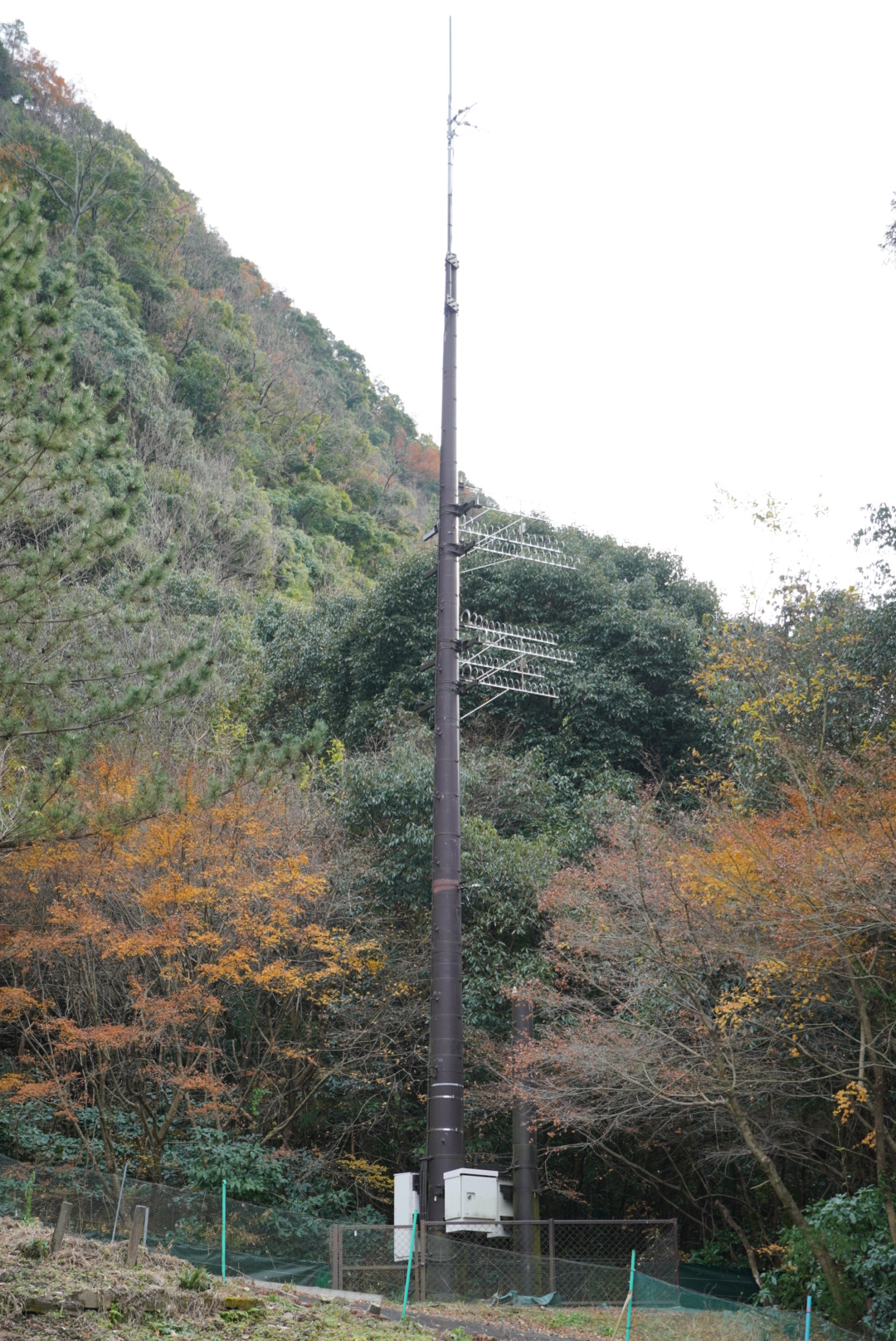
施設外観

## 中継局概要
| リモコン キーID | 放送局名             | 物理 チャンネル | 空中線電力 | ERP   | 放送対象 地域 | 放送区域 内世帯数 | 偏波面   |
| --------------- | -------------------- | --------------- | ---------- | ----- | ------------- | ----------------- | -------- |
| 1               | THK 東海テレビ放送   | 36ch            | 50mW       | 110mW | 中京広域圏    | 約440世帯         | 水平偏波 |
| 2               | NHK名古屋教育        | 31ch            | 50mW       | 110mW | 全国放送      | 約440世帯         | 水平偏波 |
| 3               | NHK岐阜総合          | 24ch            | 50mW       | 110mW | 岐阜県        | 約440世帯         | 水平偏波 |
| 4               | CTV 中京テレビ放送   | 38ch            | 50mW       | 110mW | 中京広域圏    | 約440世帯         | 水平偏波 |
| 5               | CBCテレビ            | 40ch            | 50mW       | 110mW | 中京広域圏    | 約440世帯         | 水平偏波 |
| 6               | NBN 名古屋テレビ放送 | 34ch            | 50mW       | 110mW | 中京広域圏    | 約440世帯         | 水平偏波 |
| 8               | GBS 岐阜放送         | 32ch            | 50mW       | 110mW | 岐阜県        | 約440世帯         | 水平偏波 |

## 所在地
- 愛知県犬山市栗栖字古屋敷の桃太郎公園付近[1]、桃太郎神社南。

座標: 北緯35度24分13.9秒 東経136度57分55.6秒 / 北緯35.403861度 東経136.965444度

## 放送エリア
- 岐阜県各務原市の一部（鵜沼宝積寺町周辺）、約440世帯[2]。

## 歴史
- 2010年12月2日 予備免許交付
- 2010年12月3日 試験放送開始
- 2010年12月16日 免許交付[3]
- 2010年12月20日 放送開始

## その他
- 全局デジタル新局として開局[4]。
- 各務原市内の地上デジタル放送難視地区（鵜沼宝積寺町周辺）を解消するため開局した[5]。
- NHK岐阜総合とGBS岐阜放送は、木曽川（県境）を挟んだ対岸（県外）をサービスエリアとする、いわゆる域外中継局になる。